# تن‌آرامی

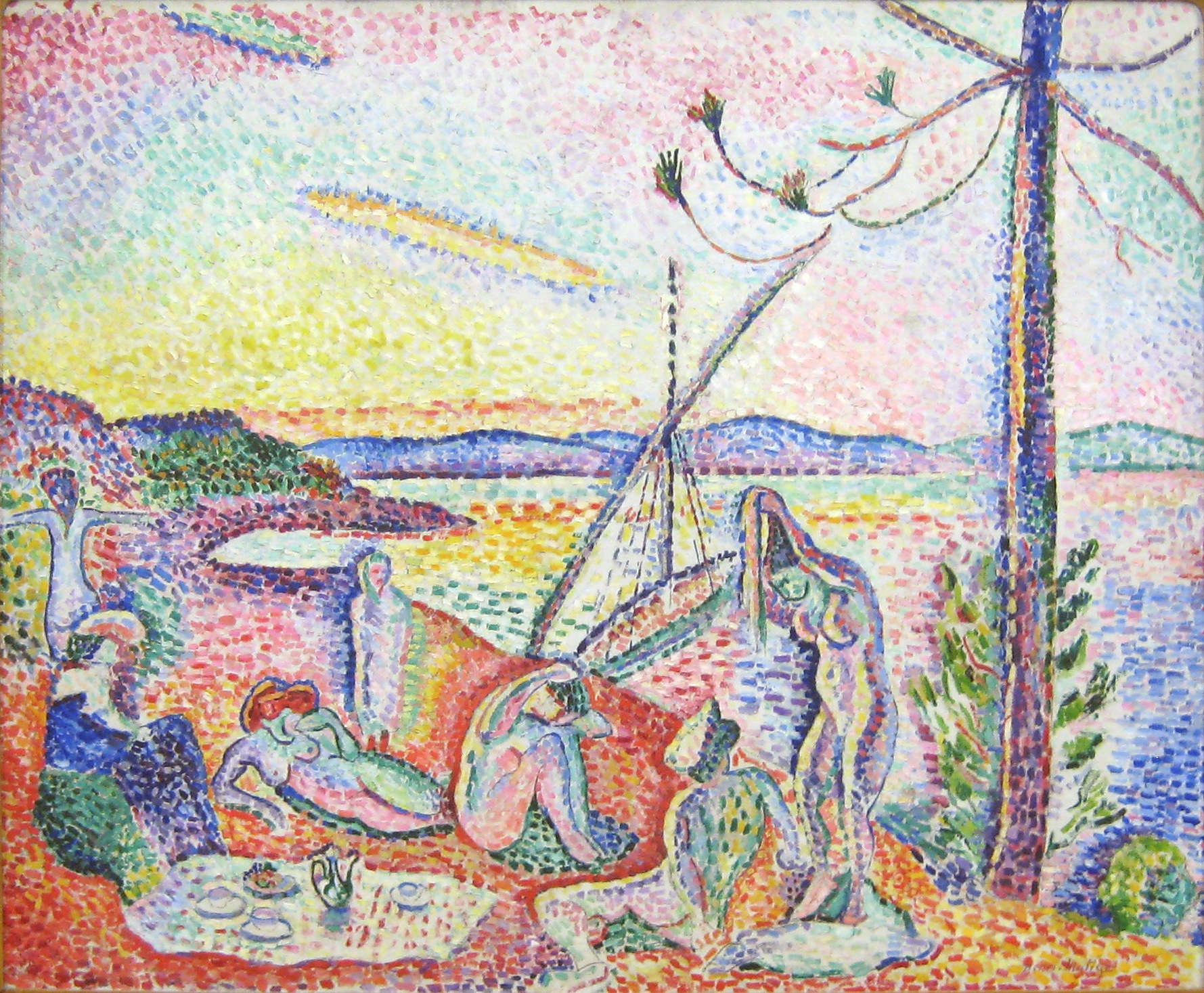
نعمت، آرامش و خوشی، اثر آنری ماتیس

تن‌آرامی، آرَمش یا ریلکسیشن (به انگلیسی: Relaxation)، تکنیکی برای کسب آرامش برای رسیدن به تمرکز بهتر و رهایی از تنش‌های ذهنی به کمک آرام‌سازی ماهیچه‌های بدن می‌باشد.
حاصل تن‌آرامی، تغییر وضعیت روحی کنونی انسان و رهایی او از اندیشه‌های مربوط به کوشش، کار یا تنش است. عموماً بر این باورند که تن‌آرامی، فعالیتی لذت‌بخش است.
از آنجا که بین ذهن و تن ارتباط تنگاتنگی وجود دارد، هرچه در جسم آرامش بیشتری برقرار شود، در ذهن نیز آرامش و تمرکز بیشتری برقرار شده و فرد از فکرهای مزاحم ذهنی رهایی می‌یابد.
فرد به‌طور ارادی و آگاهانه نمی‌تواند فکرهای مزاحم را از ذهن خود خارج کند و به آرامش و تمرکز ذهنی برسد. اما می‌توان آزادسازی و آرام‌سازی ذهن را از راهی غیرمستقیم انجام داد. از آنجا که هر فکری (به‌ویژه افکار منفی مزاحم) ماهیچه‌ها را منقبض می‌کند، اگر ماهیچه‌ها آرام گردد و تنش و انقباضشان از بین می‌رود. در نتیجه افکار منفی خودبه‌خود از ذهن خارج می‌شوند. اساس تن‌آرامی همین است: آرام‌سازی ماهیچه‌ها با قصد ایجاد آرامش و خلأ ذهنی، چرا که هرچه میدان فکری خالی‌تر باشد، تمرکز و توجه بر یِک موضوع خاص، آسان‌تر می‌شود.

## شیوهٔ عملی
تن‌آرامی یکی از حالت‌های یوگا نیز می‌باشد که به آن «حالت لاشه» نیز می‌گویند. انجام آن از سویی ساده است، زیرا در طول انجام آن عضو یا بخش خاصی از بدن درگیر نیست و از سویی دیگر دشوار است، بدین خاطر که در مدت پرداختن به آن، هیچ‌یک از اعضای بدن را نباید تکان داد. تن‌آرامی تمرینی برای فکر است و برای انجام آن به هیچ وسیله یا ابزاری نیاز نیست.
یکی از روش‌های مشهور و متعارف آن از قرار زیر است که برای تلقین بهتر مخاطب گونه ایراد می‌شود:
برای انجام تن‌آرامی اینگونه عمل کنید:
1. به پشت – صاف – دراز بکشید. شانه‌هایتان را به سمت خارج کشش دهید و شُل (وانهاده) کنید. کف دست‌ها را رو به بالا قرار دهید (یا در هر حالت دیگری اگر در آن راحت هستید). [راهنمایی: یک بالش کوچک را زیر سرتان بگذارید. همچنین می‌توانید – البته در صورت تمایل – بالشی بزرگ را زیر زانوهای خود قرار دهید.]
2. چشمانتان را ببندید.
3. بدنتان را شُل کنید. [راهنمایی: می‌توانید تجسم کنید که روی شن‌های سفید یک ساحل آفتابی دراز کشیده‌اید. این به خیلی‌ها در انجام گام سوم کمک می‌کند.]
4. دو بار نفس عمیق بکشید. در هر دو بار، هوا را آرام-آرام بیرون بدهید.
5. برای دو ثانیه، همهٔ نیرویتان را به پاهایتان بفرستید (کافی‌ست بر روی آنها تمرکز کنید). سپس با ارادهٔ خود، آنها را شُل کنید. [همین کار را با ساق‌ها و بالاتر از آن‌ها، باسن، شکم، قفسهٔ سینه، پشت، دست‌ها، ساعدها، بازوها، شانه‌ها، گردن و صورت خود انجام دهید.]
6. همهٔ ماهیچه‌های خود را – از پاها تا صورت – به شکل جدا-جدا کنترل کنید و مطمئن شوید که شُل شده باشند. [اغلب شاید بتوانید کشش کوچکی را پیرامون چشم‌ها و ماهیچه‌های سرتان حس کنید. دهان و زبانتان را نیز شُل کنید.]
7. بر بخش‌هایی از بدن که کششی در آنها حس نمی‌کنید، تمرکز نمایید. بگذارید نفَستان آزاد باشد.
8. در پایان کار، پیش از بازکردن چشم‌ها، مطمئن شوید تا آنجا که می‌توانستید، در حالت شُلی باقی مانده‌اید.
9. چشمانتان را باز کنید. بدن خود را به آرامی کشش دهید، و آرام برخیزید.

نُه گام بالا را برای ۱۰ تا ۳۰ دقیقه تمرین نمایید. هرچه طولانی‌تر، بهتر.
تن‌آرامی برای آرامش عمومی تن و ذهن و روان و فعالیت‌های فکری، هنری و کار مانند مطالعه کردن و … مؤثر است؛ و حتی مقدمه ایست برای دیگر مهارت‌های آرامش‌بخش.